# Sebastian Prax
Sebastian Prax (* 1996) je český spisovatel, cestovatel, hudebník a jogín.

## Život
Po absolvování Jiráskova gymnázia v Náchodě začal v roce 2015 studovat obor bioinformatika na MFF a PřF UK. Po dokončení studia se dva roky věnoval volnému studiu religionistiky na HTF a indických dějin na FF UK.
Je vůdčí osobností nové náboženské komunity Rainbow Family.
Je rovněž organizátorem Divine festivalu v Hořicích v Podkrkonoší.

## Biografie
- Hledání střední cesty – autobiografický román, 2023

## Filmografie
- Bytost: strom, voda, kámen : Svatoslav Hofman, 2027[4]
- Sebastian Prax: host Snídaně s Novou 21. března 2024[5]